# Alliance of Women Film Journalists EDA Awards 2017

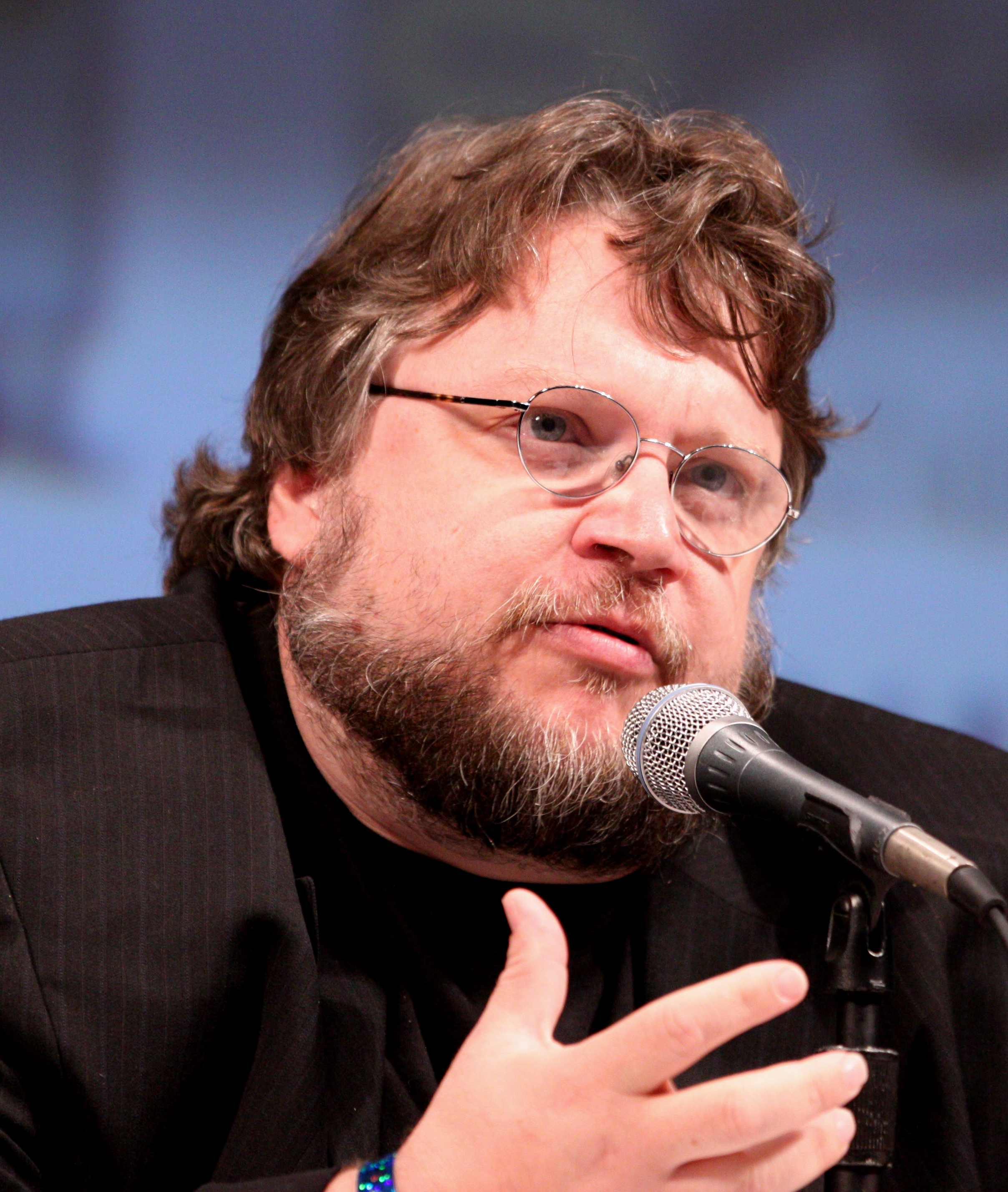
Guillermo del Toro vítěz v kategorii nejlepší režie

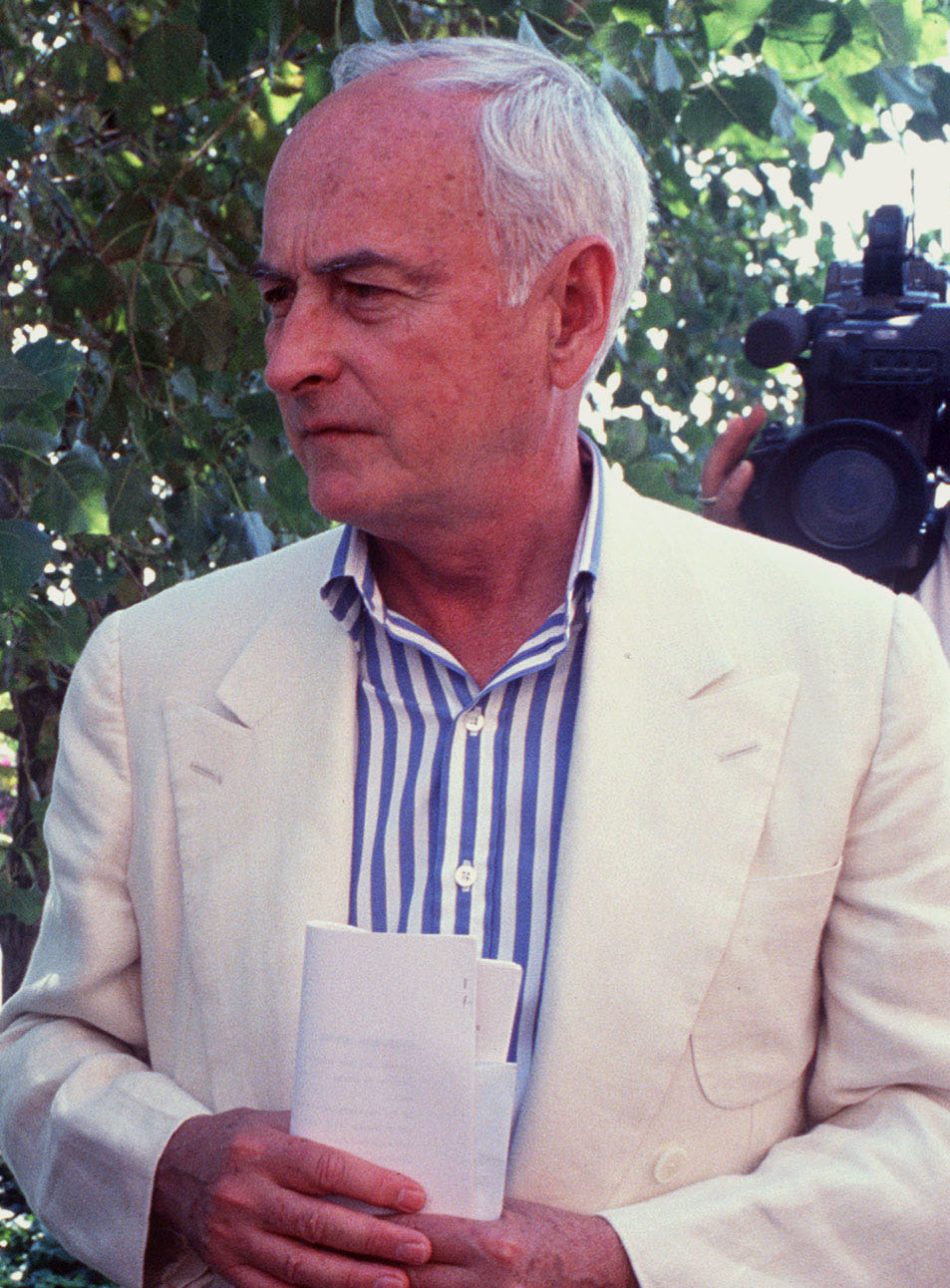
James Ivory vítěz v kategorii nejlepší adaptovaný scénář

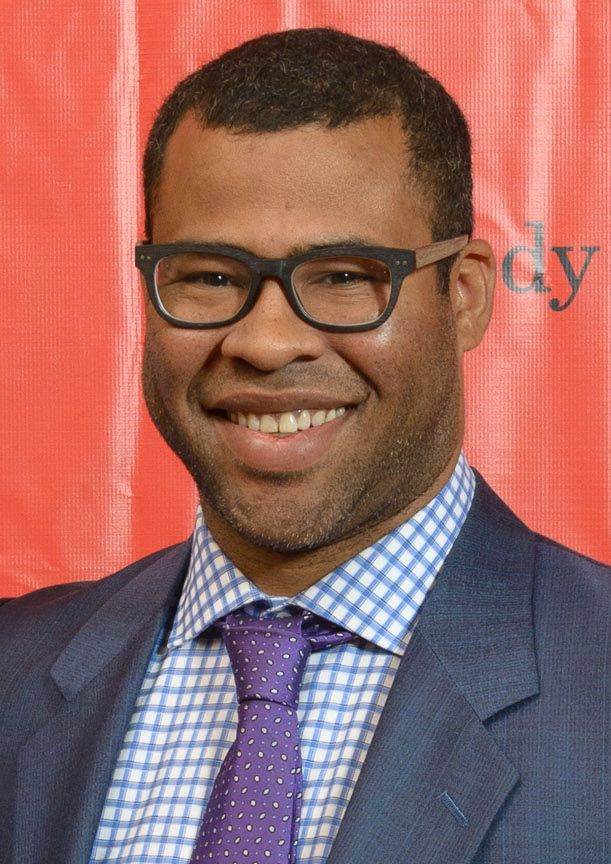
Jordan Peele vítěz v kategorii nejlepší původní scénář

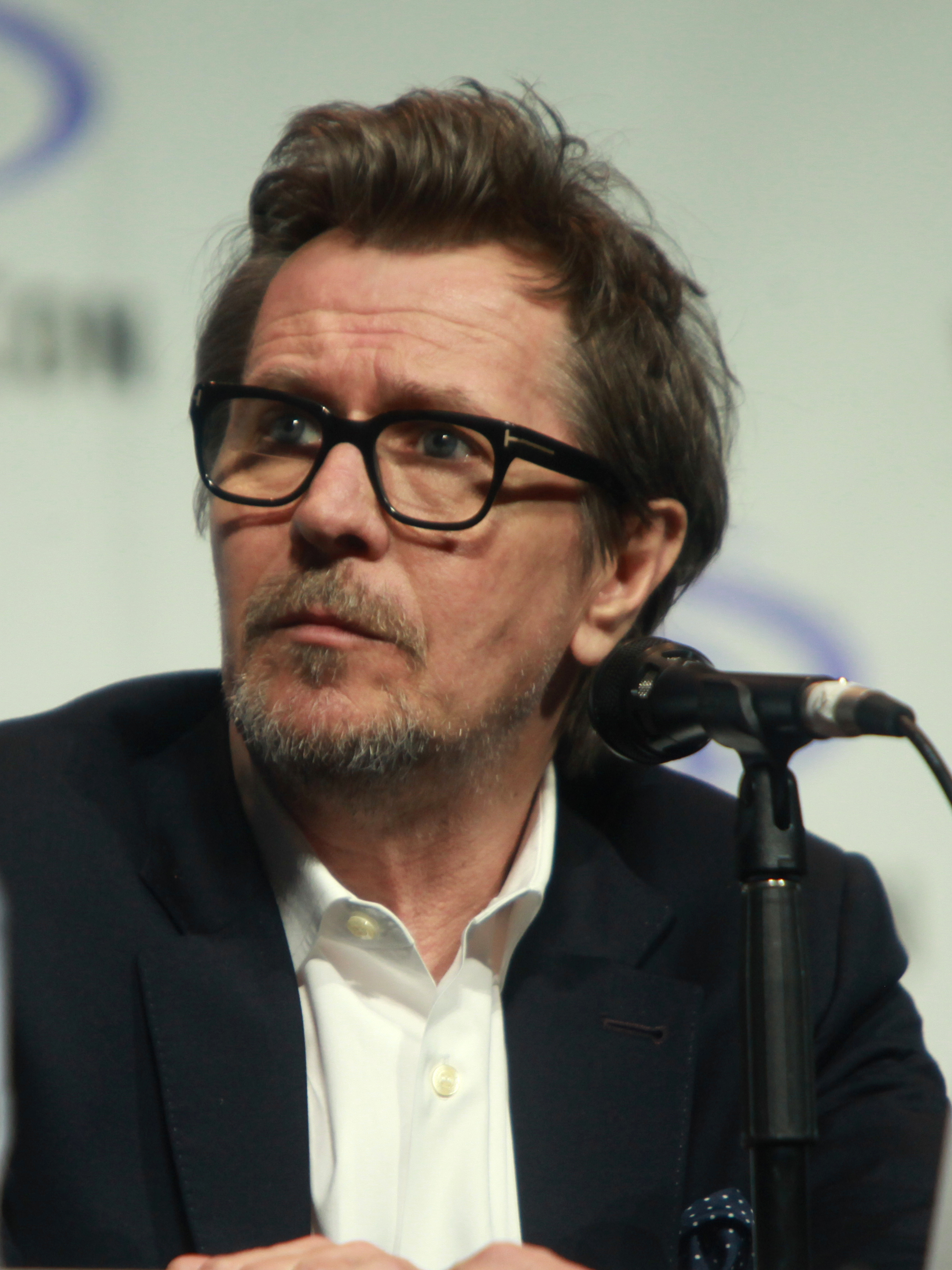
Gary Oldman vítěz v kategorii nejlepší mužský herecký výkon v hlavní roli

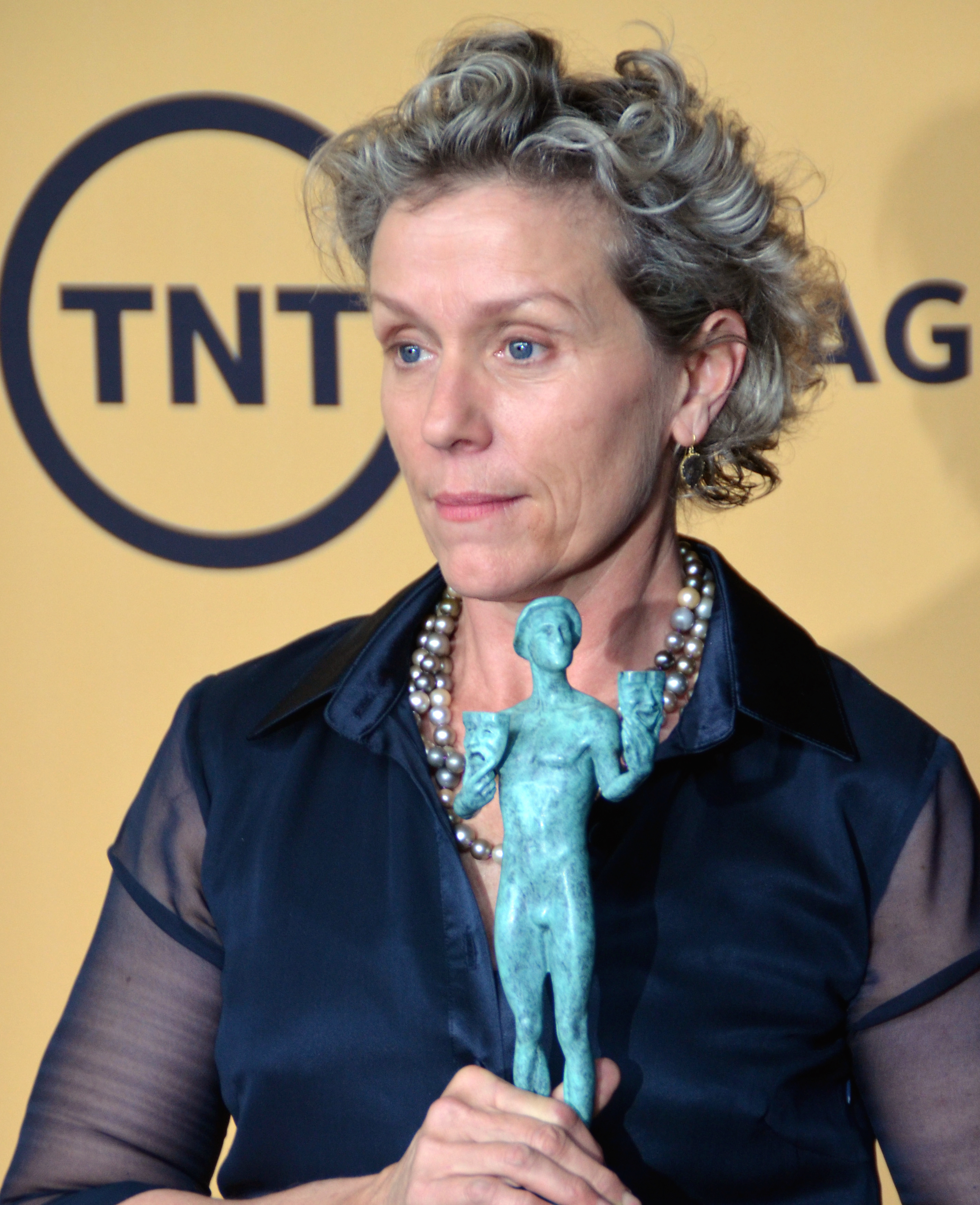
Frances McDormandová vítězka v kategorii nejlepší ženský herecký výkon v hlavní roli

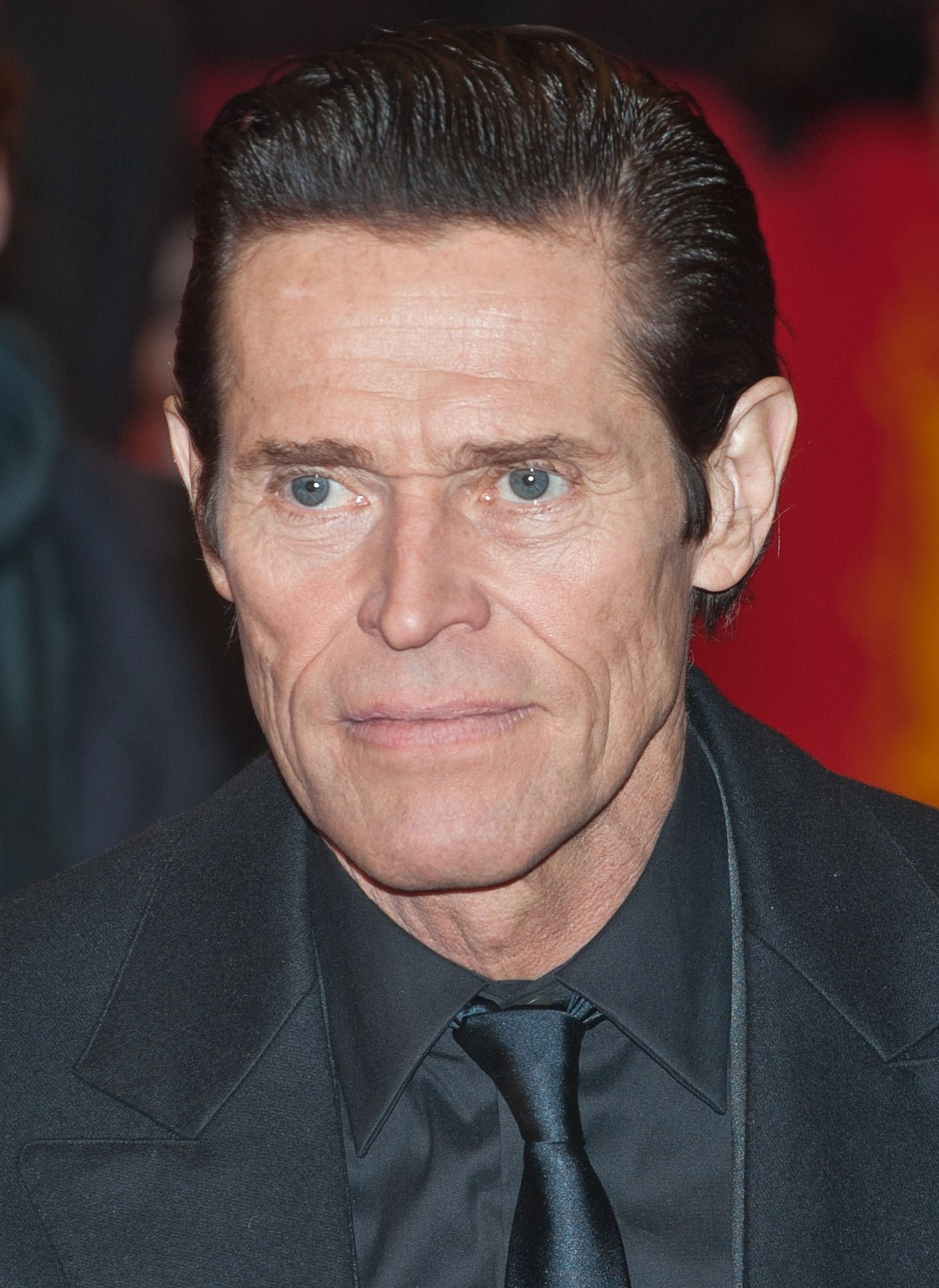
Willem Dafoe vítěz v kategorii nejlepší mužský herecký výkon ve vedlejší roli

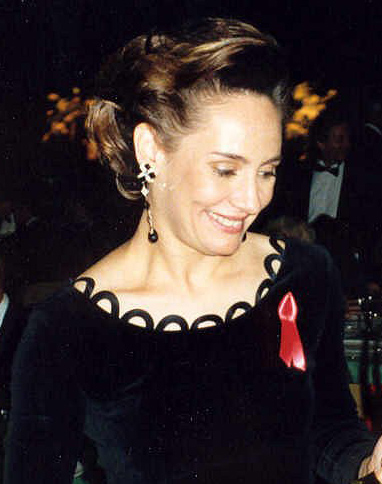
Laurie Metcalf vítězka v kategorii nejlepší ženský herecký výkon ve vedlejší roli

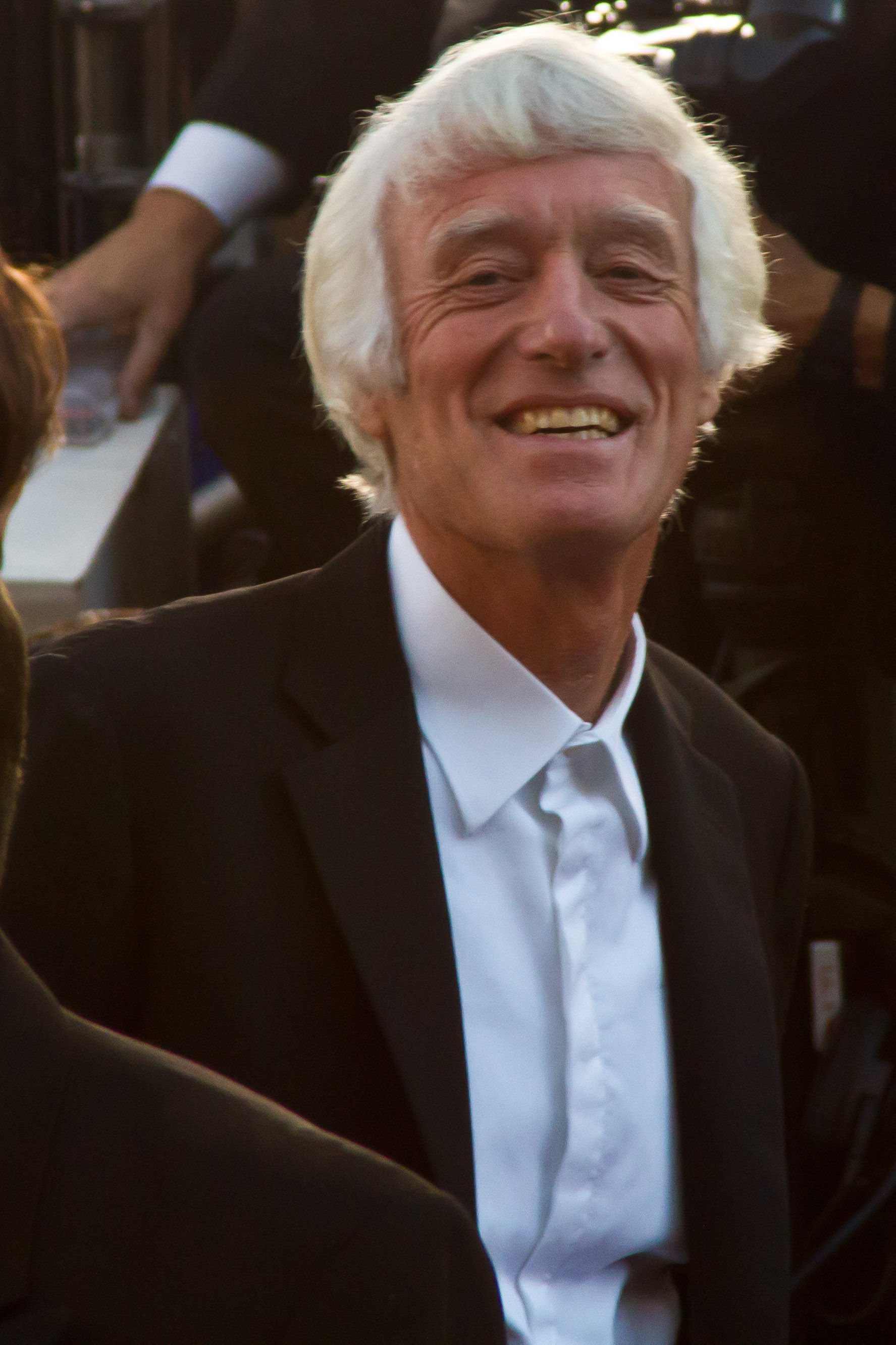
Roger Deakins vítěz v kategorii nejlepší kamera

10. ročník Alliance of Women Film Journalists EDA Awards se konal 9. ledna 2018. Nominace byly zveřejněny 3. ledna 2018.

## Vítězové a nominovaní
Tučně jsou označeni vítězové.

### Nejlepší film
Tvář vody
- Lady Bird
- Dej mi tvé jméno
- Uteč
- Tři billboardy kousek za Ebbingem

### Nejlepší režisér
Guillermo del Toro – Tvář vody
- Greta Gerwig – Lady Bird
- Jordan Peele – Uteč
- Martin McDonagh – Tři billboardy kousek za Ebbingem
- Christopher Nolan – Dunkerk

### Nejlepší adaptovaný scénář
James Ivory – Dej mi tvé jméno
- Aaron Sorkin – Velká hra
- Dee Rees – Mudbound

### Nejlepší původní scénář
Uteč – Jordan Peele
- Lady Bird – Greta Gerwig
- Tři billboardy kousek za Ebbingem – Martin McDonagh

### Nejlepší herec v hlavní roli
Gary Oldman – Nejtemnější hodina
- Timothée Chalamet – Dej mi tvé jméno
- Daniel Kaluuya – Uteč

### Nejlepší herečka v hlavní roli
Frances McDormandová – Tři billboardy kousek za Ebbingem
- Sally Hawkins – Tvář vody
- Margot Robbie – Já, Tonya

### Nejlepší herec ve vedlejší roli
Willem Dafoe – The Florida Project
- Sam Rockwell – Tři billboardy kousek za Ebbingem
- Michael Stuhlbarg – Dej mi tvé jméno

### Nejlepší herečka ve vedlejší roli
Laurie Metcalf – Lady Bird
- Allison Janney – Já, Tonya
- Mary J. Blige – Mudbound

### Nejlepší dokument
Visages, villages
- Dawson City: Frozen Time
- Jane
- Kedi
- Step

### Nejlepší cizojazyčný film
Čtverec
- First They Killed My Father
- 120 BPM

### Nejlepší animovaný film
Coco (remíza)
S láskou Vincent (remíza)
- The Breadwinner

### Nejlepší kamera
Roger Deakins – Blade Runner 2049 
- Hoyte van Hoytema – Dunkerk
- Dan Laustsen – Tvář vody

### Nejlepší střih
Lee Smith – Dunkerk
- Jonathan Amos a Paul Machliss – Baby Driver
- Sidney Wolinsky – Tvář vody

### Nejlepší obsazení – castingový režisér
Billy Hopkins a Ashley Ingram – Mudbound
- Ellen Lewis – Akta Pentagon: Skrytá válka
- Sara Finn – Tři billboardy kousek za Ebbingem

## Speciální ocenění pro ženy

### Nejlepší režisérka
Greta Gerwig – Lady Bird
- Agnes Varda – Visages, villages
- Patty Jenkins – Wonder Woman
- Angelina Jolie – First They Killed My Father
- Angela Robinson – Professor Marston & the Wonder Women
- Katrhyn Bigelow – Detroit
- Dee Reese – Mudbound

### Nejlepší scenáristka
Greta Gerwig – Lady Bird
- Liz Hannah a Josh Singer – Akta Pentagon: Skrytá válka
- Dee Rees a Virgil Williams – Mudbound

### Nejlepší animovaná ženská postava
Parvana – The Breadwinner
- Marguerite Gachet – S láskou, Vincent
- Mama Imelda – Coco

### Objev roku
Brooklynn Prince – The Florida Project
- Tiffany Haddish – Girl's Trip
- Florence Pughová – Lady Macbeth

### Ocenění pro ženy ve filmovém průmyslu
Rose McGowan, Ashley Judd a všechny ženy, které promluvily o sexuálním obtěžování
- Greta Gerwig – Lady Bird
- Patty Jenkins – Wonder Woman
- Angelina Jolie – First They Killed My Father a The Breadwinner

## Speciální ocenění, které stojí za zmínku

### Nestárnoucí herečka
Agnes Varda – Visages, villages
- Frances McDormandová – Tři billboardy kousek za Ebbingem
- Annette Bening – Hvězdy neumírají v Liverpoolu

### Největší věkový rozdíl mezi partnery ve filmu
Chloe Grace Moretz a John Malkovich – I Love You, Daddy
- Jennifer Lawrenceová a Javier Bardem – Matka!
- Tom Cruise a Annabelle Wallis a Sarah Wright – Mumie

### Herečka, potřebující nového agenta
Kate Winslet – Kolo zázraků a Hora mezi námi
- Jennifer Lawrenceová – Matka!
- Dakota Johnson – Padesát odstínů temnoty

### Nejodvážnější výkon
Sally Hawkins – Tvář vody (remíza)
Margot Robbie – Já, Tonya (remíza)
- Frances McDormandová – Tři billboardy kousek za Ebbingem

### Remake nebo sequel, který neměl být natočený
Mumie
- Pobřežní hlídka
- Vražda v Orient Expressu

### Síň studu
Harvey Weinstein, Kevin Spacey, Brett Ratner (ti, co sexuálně obtěžovali)
- Louis C.K. a všichni co byli spojeni s filmem I Love You, Daddy
- Darren Aronofsky a všichni co byli spojeni s filmem Matka!